# Fürstentum Anhalt-Dessau
Anhalt-Dessau war seit 1396 ein Fürstentum des Herrscherhauses der Askanier im Heiligen Römischen Reich. Es wurde mehrmals durch Erbteilung reduziert. Seit 1806 souveränes Herzogtum im Deutschen Bund, ging es 1863 im Herzogtum Anhalt auf.

## Geschichte
Das Fürstentum entstand 1396 durch Erbteilung des Fürstentums Anhalt-Zerbst in Anhalt-Köthen und Anhalt-Dessau. Im Jahre 1474 kam es zu einer Erbteilung in Anhalt-Dessau und Anhalt-Köthen, zu einer weiteren kam es 1544, hieraus entstanden Anhalt-Plötzkau, Anhalt-Dessau und Anhalt-Zerbst. Nach dem Tode von Fürst Bernhard von Anhalt-Zerbst war das Fürstentum Anhalt unter Fürst Joachim Ernst von Anhalt-Dessau 1570 unter einem Herrscher vereint. In der Folge des Erbteilungsvertrags der Söhne Fürst Joachim Ernst wurde das vereinigte Fürstentum Anhalt in Anhalt-Dessau, Anhalt-Bernburg, Anhalt-Köthen und Anhalt-Zerbst geteilt. 1611 entstand durch Ausgliederung des Amtes Plötzkau aus dem Bernburger Fürstentum das fünfte Fürstentum Anhalt-Plötzkau (unter Landeshoheit von Bernburg).
Das Fürstentum wurde 1806 zum Herzogtum erhoben. Mit dem Erlöschen der Linien in Köthen 1847 und in Bernburg 1863 kam es zum Zusammenschluss der Herzogtümer zu einem vereinigten Herzogtum Anhalt mit Dessau als Hauptstadt.
Landesherren waren die Fürsten von Anhalt-Dessau. Der Landtag des Herzogtums Anhalt trat 1849 in Köthen zusammen.
Die archivalische Überlieferung des Fürstentums Anhalt-Dessau befindet sich in der Abteilung Dessau des Landesarchivs Sachsen-Anhalt.

## Weblinks

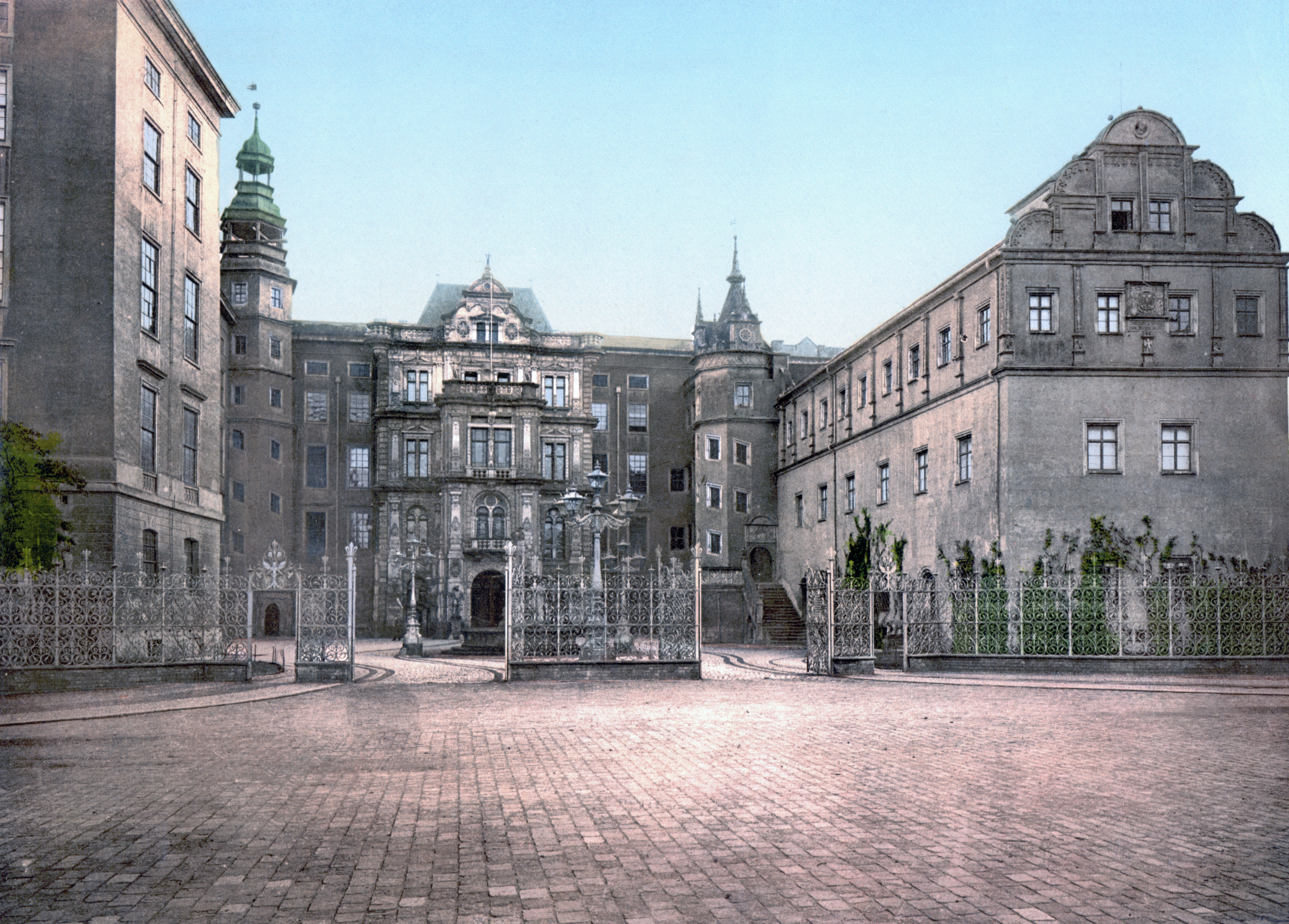
Residenzschloss Dessau (erbaut Anfang 16. Jh.)
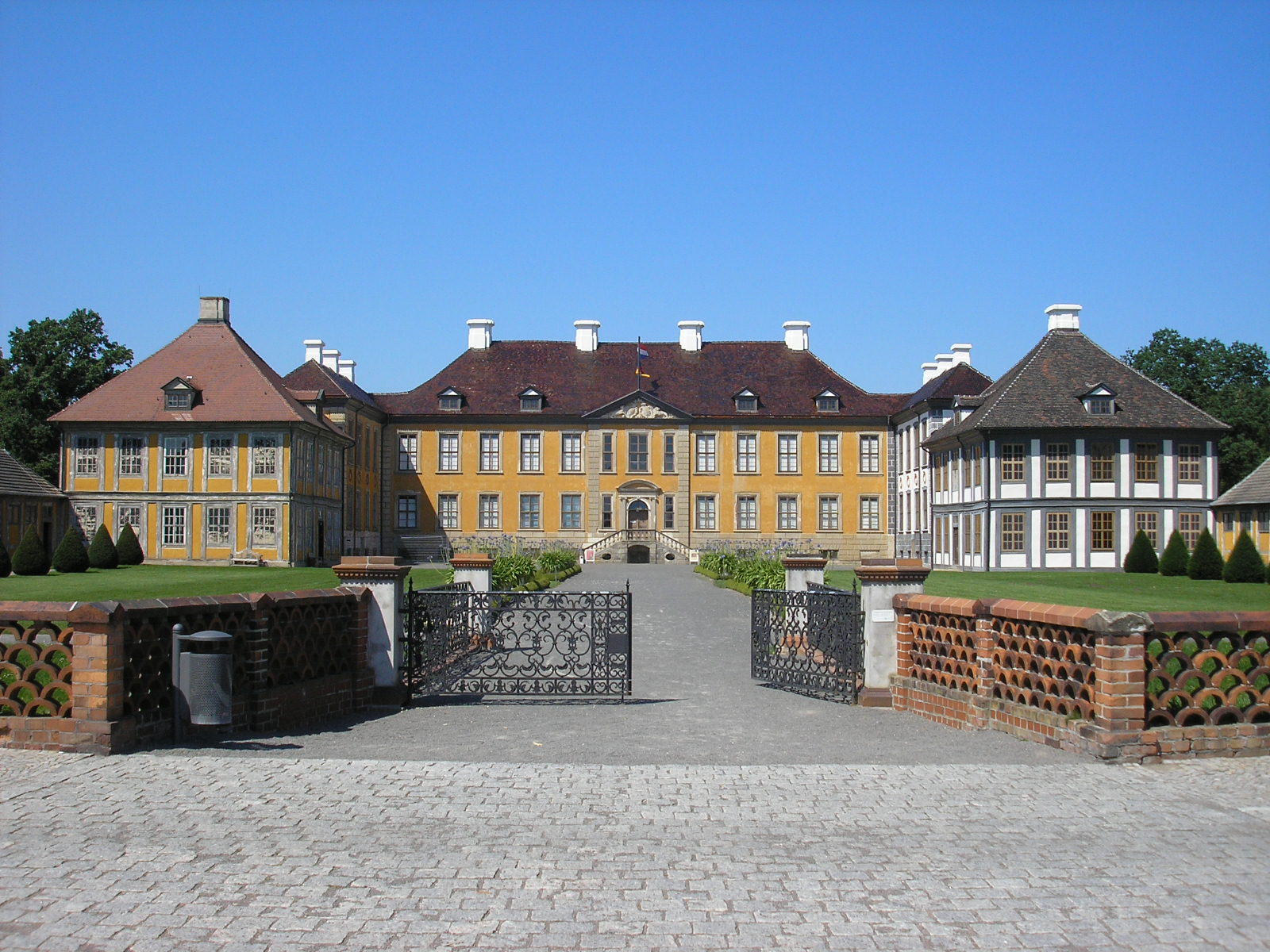
Schloss Oranienbaum, ab 1683 Sommersitz der Henriette Catharina von Oranien-Nassau, Gemahlin Fürst Johann Georgs II.
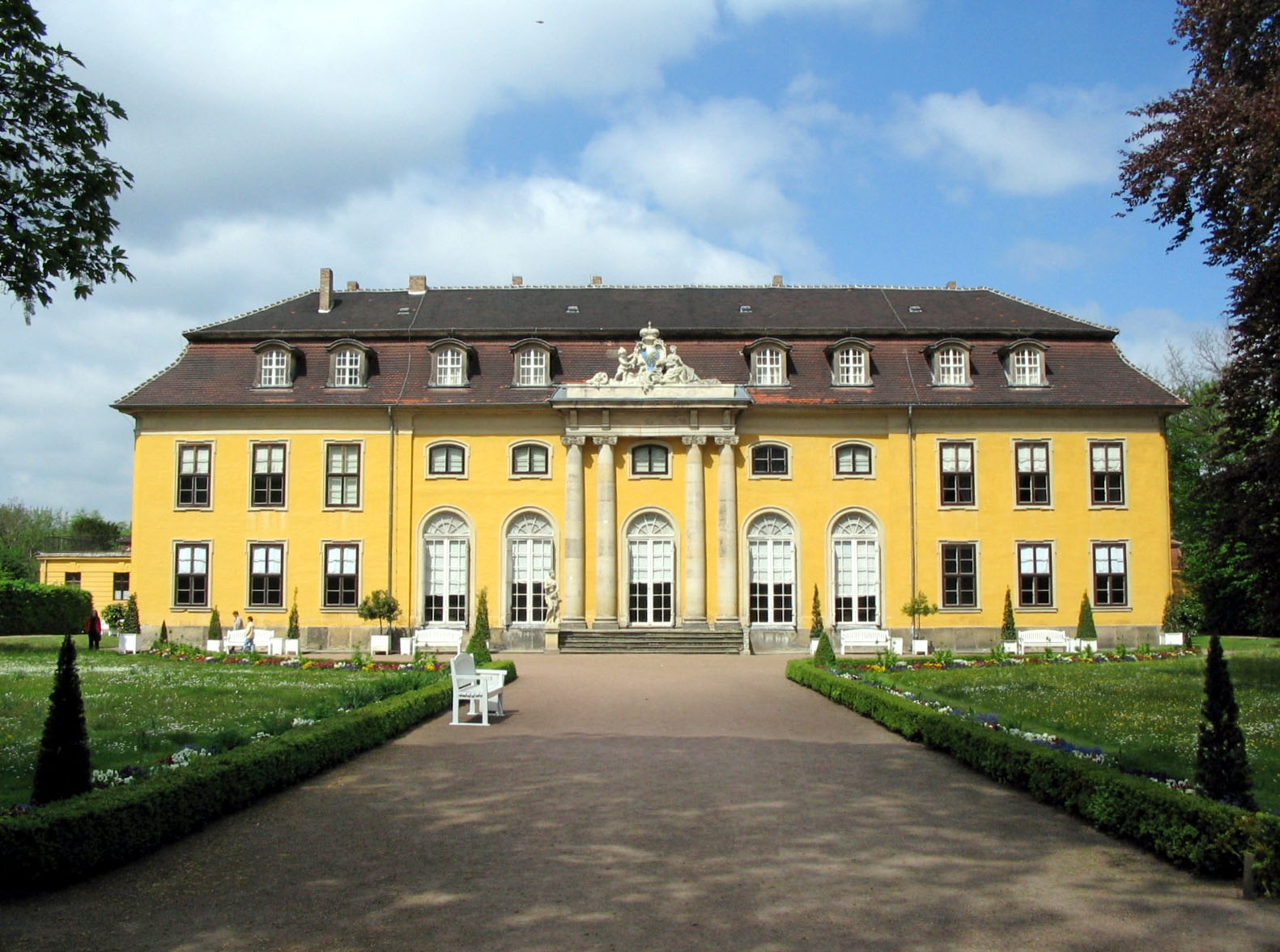
Schloss Mosigkau, errichtet 1752–1757 für Prinzessin Anna Wilhelmine
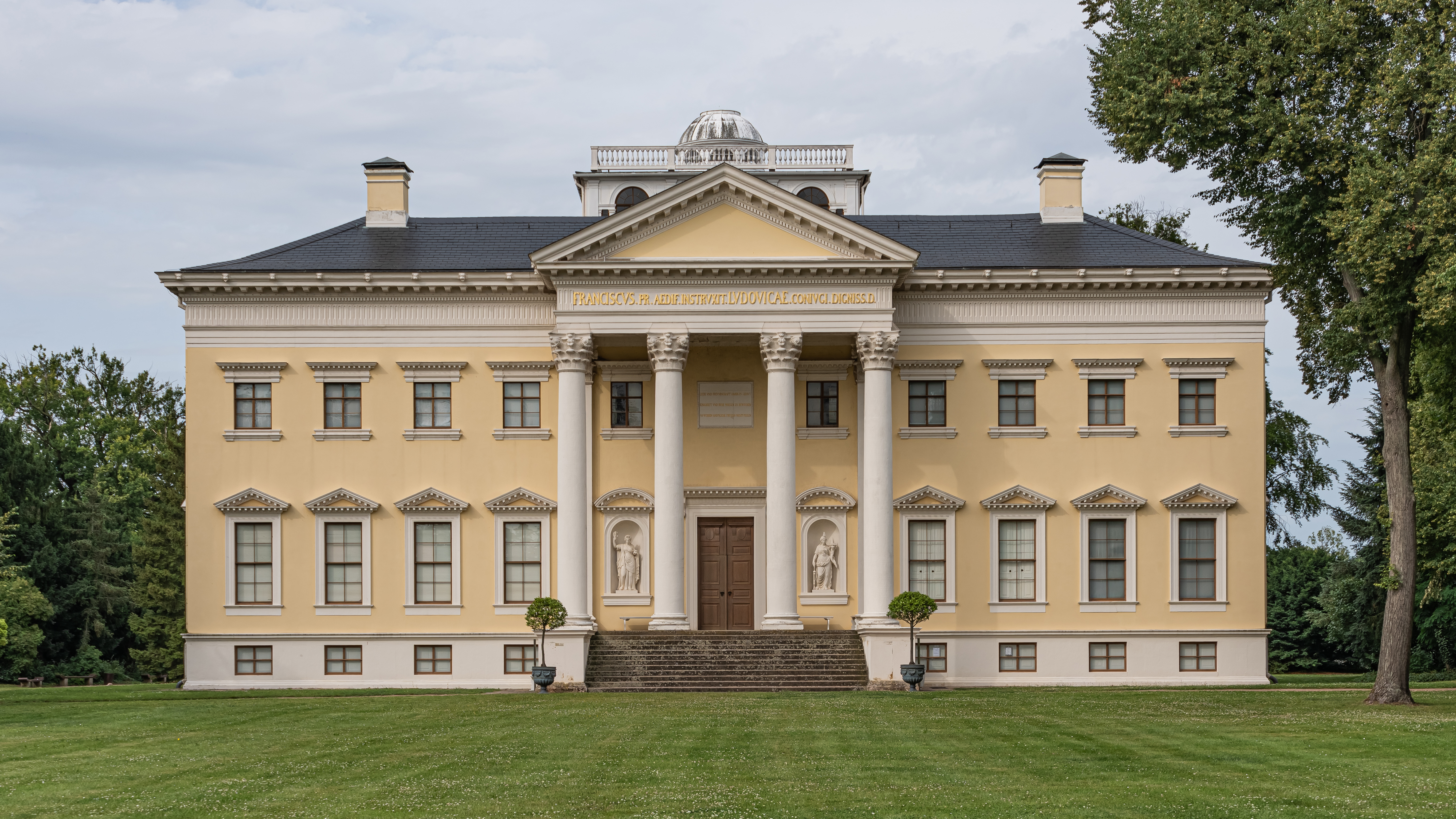
Schloss im Wörlitzer Park, errichtet von 1769 bis 1773 durch Leopold III. Friedrich Franz